# 유럽에서의 제2차 세계 대전 발발 전 사건
유럽에서의 제2차 세계 대전 발발 전 사건은 파시스트 이탈리아, 나치 독일, 프랑코 정권, 일본 제국, 소련의 호전성과 대공황과 밀접하게 연관되어 있다. 평화 운동은 유화정책과 군축으로 이어졌다.

## 제1차 세계 대전의 여파
제2차 세계 대전은 보통 제1차 세계 대전의 여파에 그 뿌리를 두고 있다고 여겨진다. 이 전쟁에서 빌헬름 2세 치하의 독일 제국은 동맹국과 함께 영국, 프랑스, 미국 등 연합국에게 패배했다.
승전국은 전쟁과 그로 인한 모든 피해에 대해 독일을 전적으로 있다고 주장했다. 실제로 벨기에를 통해 프랑스를 공격함으로써 전쟁을 시작한 것은 독일이었다. 프랑스는 1871년에 프로이센-프랑스 전쟁에서 패배한 경험이 있었고, 제1차 세계 대전 중 막대한 재정적 피해에 대한 배상을 요구했으며 이는 여러 평화 조약, 특히 베르사유 조약이 제1차 세계 대전 이후 독일에 가혹한 재정적 전쟁배상금과 제한을 부과하는 결과로 이어졌다.
제1차 세계 대전 말기 오스트리아-헝가리의 해체와 1917년~1923년 혁명은 중앙유럽과 동유럽에서 폴란드 제2공화국, 체코슬로바키아 제1공화국, 유고슬라비아 왕국과 같은 수많은 새로운 국가의 수립으로 이어졌다. 독일은 새로 수립된 국가에게 영토를 할양해야 했으며, 동부 영토인 포즈난, 서프로이센, 오버슐레지엔의 일부를 폴란드에 주었다. 또한 구 오스트리아-헝가리 제국의 독일어 사용 지역에서 형성된 독일계 오스트리아 공화국과의 합병도 금지되었다. 이 조약은 알자스-로렌을 프랑스 제3공화국에, 오이펜-말메디를 벨기에에, 북슐레스비히를 덴마크에, 훌트신 지역을 체코슬로바키아에 할양했으며, 자를란트주는 국제연맹 영토로 점령한다는 내용도 있다. 독일 민족 통일주의자는 새로운 중앙유럽 및 동유럽 국가의 정당성을 인정하지 않았고, 독일의 잃어버린 영토의 반환을 요구했다.
독일군 패배에 대한 검열 때문에 독일 제국군의 완전한 패배는 예상치 못한 일이었다. 전쟁 후 독일 민족주의자는 독일 제국이 전선에서 패배한 것이 아니라 사회주의자나 유대인 같은 "11월 범죄자"에게 배신당했다는 배후중상설을 만들어냈다.
영국의 해상 봉쇄는 1919년 6월 말 평화 조약이 체결될 때까지 해제되지 않았다.

## 파시즘의 부상
여러 자유주의 정부가 이러한 위협에 대처하지 못하고, 파시스트가 사회주의의 위협을 분쇄하기 위해 고의적으로 벌인 보여주기식 처벌로 대중적 인지도를 높이자 비토리오 에마누엘레 3세 국왕은 1922년 10월 29일 베니토 무솔리니를 총리로 임명했다. 파시스트는 무장 준군사 조직을 유지하며 아나키스트, 공산주의자, 사회주의자와 싸웠다.
몇 년 안에 무솔리니는 독재 권력을 공고히 했고 이탈리아는 경찰국가가 되었다. 1935년 1월 7일, 무솔리니와 프랑스 외무장관 피에르 라발은 프랑코-이탈리아 협정에 서명하여 히틀러에 대항하는 동맹의 대가로 에티오피아 제국과의 아비시니아 위기에서 프랑스가 개입하지 않겠다며 자유롭게 행동할 권한을 부여했다. 국제적인 항의는 거의 없었다. 이어서 무솔리니는 에티오피아와 국경을 접하고 있는 두 이탈리아 식민지인 에리트레아와 이탈리아령 소말릴란드에 대규모 병력을 파견했다.
영국은 평화를 중재하려 했으나 실패했다. 무솔리니는 정복에 몰두했다. 영국은 이탈리아와 에티오피아 모두에 대해 무기 금수 조치를 선언했지만, 지중해에서 전함을 철수시켜 이탈리아가 방해 없이 접근할 수 있도록 도와주었다. 국제연맹이 왈왈 사건에서 양측 모두를 무죄로 인정한 직후, 이탈리아는 에티오피아를 공격하여 제2차 이탈리아-에티오피아 전쟁으로 이어졌다.
이탈리아가 에티오피아를 정복한 직후 스페인 내전이 시작되었는데, 이는 많은 이들에게 제2차 세계 대전의 시험장으로 여겨졌다. 독일은 군대, 무기 및 기타 원조를 프란시스코 프랑코의 국민군에 제공했다. 이탈리아 또한 병력을 제공했다. 1939년 4월 7일, 이탈리아는 알바니아를 침공했다. 짧은 작전 후 알바니아 왕국은 점령당하고 동군연합으로 이탈리아에 편입되었다.

## 나치 독일의 부상

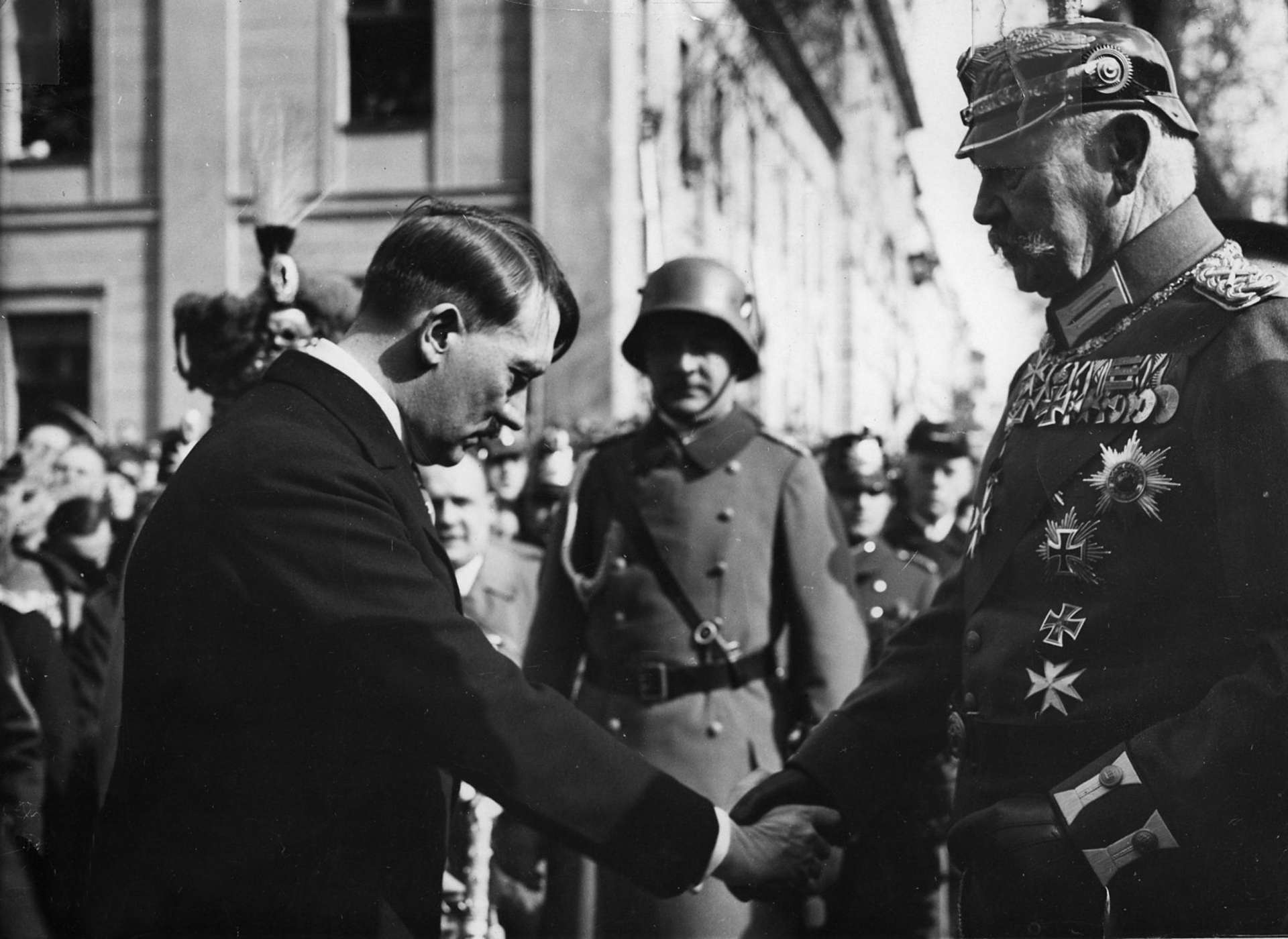
파울 폰 힌덴부르크와 아돌프 히틀러는 1933년 독일 민주주의 폐지를 주재했다.

아돌프 히틀러가 이끄는 국가사회주의 독일 노동자당은 독일 경제 파탄의 원인을 베르사유 조약의 가혹함, 민주주의의 결함, 배후중상설에 돌렸다. 독일에서는 오스트리아-헝가리 제국 이후 오스트리아와 마찬가지로 시민들은 전전의 전제 정치 시대를 번영했던 시기로 기억하고 전후의 허약한 민주 정치 시대를 혼란스럽고 경제적으로 재앙적인 시기로 회상했다.
나치즘은 세계가 끊임없는 민족 갈등 상태에 있는 구별된 인종들로 구성되어 있으며, 독일에 거주하는 아리아 인종이 생존을 위해 중앙유럽과 동유럽의 새로운 농경지를 정복해야 한다고 주장했다. 또한 히틀러는 유대인과 슬라브족이 공산주의와 소련을 창조하는 데 책임이 있으며, 독일의 인종적 순수성을 위협하고 박멸되어야 한다고 믿었다.
상황은 1929년 월스트리트 대폭락 이후 전 세계적인 경제 대공황으로 더욱 악화되었다. 독일 의회인 국가의회의 좌파 및 우파 반민주주의 정당은 의회 업무를 방해했고, 여러 내각은 바이마르 헌법 제48조에 의한 대통령 시행령 통치에 의존했다. 이는 대통령과 내각이 의회를 우회할 수 있도록 했다. 대공황의 영향으로 나치당의 인기가 상승했고, 파울 폰 힌덴부르크 대통령은 1933년 1월 독일 총리로 아돌프 히틀러를 임명함으로써 이를 완료했다.
많은 국가, 특히 영국과 프랑스는 스페인 내전에 개입하지 않으려 했지만 히틀러와 무솔리니는 모두 스페인 국민군을 돕기 위해 군대를 파견했으며, 그 중에는 파시스트 성향을 가진 사람도 있었다. 이는 민간인 지역에 대한 폭격의 효과를 알아보기 위한 게르니카 폭격과 같이 제2차 세계 대전에서 사용된 많은 전술과 방법의 전조가 되었다. 프랑코 정권은 제2차 세계 대전 동안 비전투국이었지만, 스페인 지원병은 동부 전선에서 싸웠으며, 파시즘 대 민주주의 및 공산주의의 내전 분열은 반복되었다.

## 독일의 팽창주의

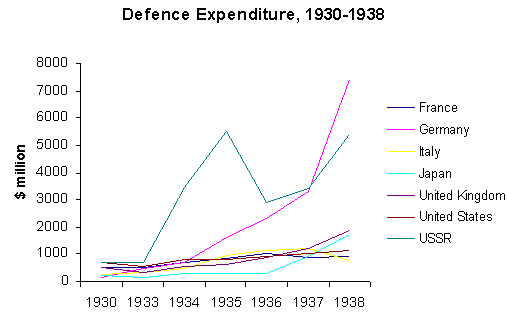
1930년부터 1938년까지 제2차 세계 대전 주요 교전국들의 국방비 지출

한편 독일에서는 정치적 독재화인 글라이히샬퉁이 확립되자 나치스는 외교 정책에 주목하며 점차 대담한 행동을 취했다. 나치는 베르사유 조약으로 부과된 제한을 넘어 독일 국방군을 건설하기 위한 대규모 재군비 계획을 도입했다. 1935년 3월 16일, 히틀러는 베르사유 조약을 무시하고 독일의 재무장을 명령하며 군사 징집을 재도입했다. 이 조약은 독일 국가방위군을 소수의 무기를 가진 10만 명으로 제한했었다.
이러한 조치는 영국과 프랑스의 공식적인 항의만 불러일으켰을 뿐이었다. 그들은 조약의 군사적 제한보다는 경제적 조항을 시행하는 데 더 심각하게 임했다. 많은 영국인은 베르사유에서 독일에 부과된 제한이 너무 가혹하다고 느꼈고, 히틀러의 목표는 단순히 조약의 극단적인 내용을 되돌리는 것이지 그 이상이 아니라고 믿었다. 이러한 정서는 영국-독일 해군 협정의 체결로 강조되었는데, 이 협정은 독일이 영국 왕립 해군 크기의 3분의 1에 해당하는 함대를 건설하는 것을 승인했다.
히틀러는 1936년 3월 7일 라인란트로 병력을 이동시켰다. 그러나 이전과 마찬가지로 폴란드가 프랑코-폴란드 군사 동맹을 발동시키려는 제안에도 불구하고 히틀러의 저항은 무대응으로 일관되었다. 1936년, 히틀러는 영국의 역사학자이자 역사 철학자, 런던 경제대학과 런던 대학교의 국제 역사 연구 교수이자 수많은 저서의 저자인 아널드 J. 토인비와의 개인적인 만남을 요구했다. 그는 당시 나치 법률 학회에서 강연하기 위해 베를린을 방문 중이었다. 토인비는 이를 수락했다.
회담에서 히틀러는 대게르만국 건설이라는 제한적인 팽창주의 목표와 영국의 이해와 협력을 바라는 자신의 소망을 강조했다. 토인비는 히틀러의 진정성을 확신했고, 스탠리 볼드윈 영국 총리와 앤서니 이든 외무장관을 위한 기밀 각서에서 히틀러의 메시지를 지지했다.
최초의 비폭력적인 독일계 국가 정복은 오스트리아 연방국이었다. 이미 1934년에 나치는 실패한 쿠데타 시도를 벌여 엥겔베르트 돌푸스 총리를 암살하는 데 성공했다. 이탈리아가 독일에 가담하여 방공 협정을 맺어 오스트리아와의 안슐루스의 주요 장애물을 빠르게 제거한 후, 독일은 1938년 3월 12일 합병을 발표하여 오스트리아를 현재의 대독일의 가우 오스트마르크 주로 만들었다.

### 체코슬로바키아

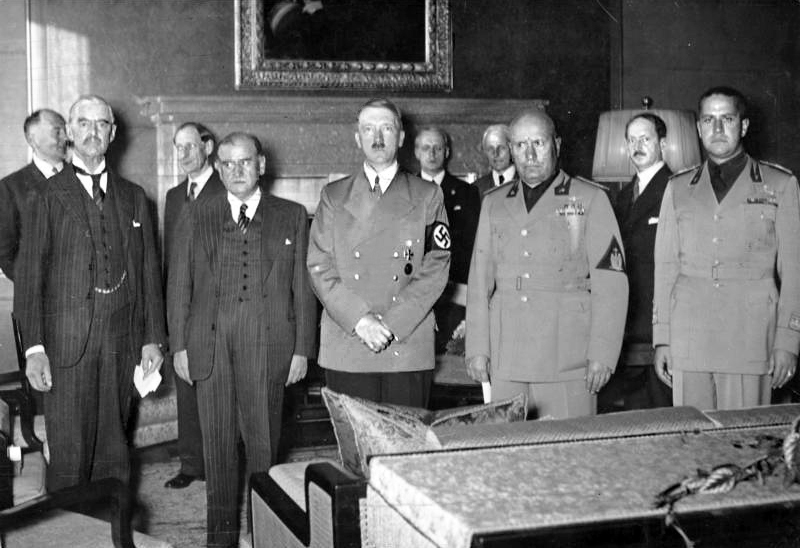
체임벌린, 달라디에, 히틀러, 무솔리니, 치아노가 뮌헨 협정 서명 전에 사진을 찍고 있다.

오스트리아를 확보한 히틀러는 체코슬로바키아의 주데텐란트 국경 지역에 거주하는 독일어 사용자에게 관심을 돌렸다. 체코슬로바키아는 상당한 규모의 무기 산업을 갖춘 크고 현대적인 군대를 보유하고 있었으며, 프랑스 및 소련과 군사 동맹을 맺고 있었다. 또한 영국과 비공식적인 연계를 맺고 있었는데, 이는 주로 영국이 프랑스와 군사적으로 동맹을 맺고 있었기 때문이었다.
그럼에도 불구하고 히틀러는 주요 유럽 강대국이 제1차 세계 대전 이후 조약 위반을 막으려는 주저함에 고무되어 전쟁을 감수할 준비가 되어 있지 않았다고 생각했다. 히틀러는 프랑스가 다시 움츠러들어 체코슬로바키아에 대한 조약 의무를 이행하지 않을 것이라고 확신했다. 그의 첫 번째 명령은 독일과의 통일을 위한 자결권에 기반하여 주데텐란트를 점령하는 것이었다. 이 지역은 영토, 인구 및 경제 측면에서 보헤미아 (서부 체코슬로바키아)의 약 3분의 1을 차지했으며, 체코슬로바키아의 존립에 필수적인 것으로 보였다. 오스트리아가 독일의 손에 넘어간 상태에서, 마지노선보다 더 큰 방어 체계를 갖춘 체코슬로바키아의 이 부분은 거의 독일에게 둘러싸여 있었다.
히틀러의 길고 노골적인 전쟁 위협에 이어, 네빌 체임벌린 영국 총리는 프랑스 지도자와 함께 히틀러를 달래려 했다. 1938년 9월 30일 뮌헨 협정에서 주요 유럽 강대국들은 "우리 시대의 평화"를 위해 독일군이 주데텐란트를 점령하는 것을 허용했다. 체코슬로바키아는 이미 백만 명이 넘는 병력을 동원하여 독립을 위해 싸울 준비가 되어 있었지만, 회의에는 참여할 수 없었다.
프랑스와 영국 협상가가 체코슬로바키아 대표에게 협정에 대해 통보하고, 만약 체코슬로바키아가 이를 받아들이지 않으면 프랑스와 영국은 체코슬로바키아를 전쟁의 책임자로 간주할 것이라고 말하자 에드바르트 베네시 대통령은 항복했다. 독일군은 주데텐란트에 저항 없이 진입했으며, 지역 독일계 주민들은 이를 환영했다. 곧이어 폴란드군과 헝가리군도 체코슬로바키아 일부를 침공했다.
폴란드는 트란스올자 지역을 합병했다. 히틀러는 체코 정부에 계속 압력을 가했다. 1939년 3월 14일, 슬로바키아는 요제프 티소의 지휘 아래 독립을 선언했으며, 이는 프랑스, 영국 및 기타 주요 강대국의 승인을 받았다. 다음 날, 에밀 하하는 체코 영토의 나머지 부분에 대한 독일의 점령을 수락했다. 프라하성에서 히틀러는 뵈멘-메렌 보호령을 선포했다.

### 발트해 연안국
1920년부터 독일에서 분리되어 리투아니아에 합병되었던 메멜 지역은 1939년 독일의 리투아니아 최후 통첩 이후 체결된 독일-리투아니아 조약에 따라 독일에 반환되었다. 제2차 세계 대전 준비는 경제 분야에서도 이루어졌는데, 독일 정부는 약소국 정부에게 경제를 독일 전쟁 기계에 종속시키도록 압력을 가했다. 그러한 사례 중 하나는 1939년 3월 23일의 독일-루마니아 경제 협정이었다.

## 참고 문헌
- Cambon, Jules, ed The Foreign Policy of the Powers (1935) Essays by authorities from each nation that cover France, Germany, Great Britain, Italy, Japan, Russia and the United States Online free